# الضابطة الجمركية (فلسطين)
جهاز الضابطة الجمركية الفلسطينية هو جهاز أمني ضمن الأجهزة الأمنية العاملة في دولة فلسطين، يقوم الجهاز بمهمة ضبط ورقابة الموارد المالية الضريبية والجمركية الفلسطينية.

## النشأة
تأسس جهاز الضابطة الجمركية الفلسطينية عام 1995 بموجب القرار الرئاسي رقم (53) لعام 1995 والصادر عن رئيس السلطة الوطنية الفلسطينية ياسر عرفات.

## المهام الرئيسية
- مكافحة التهريب الجمركي والتهرب الضريبي.
- حماية السوق المحلي الفلسطيني من البضائع الفاسدة والمزورة.
- مكافحة منتجات المستوطنات الإسرائيلية.[5]